# Store Hansted Å
Store Hansted Å er en lille 10-12 km lang å med et afvandingsareal på 136 km², der løber ud i søen Nørrestrand i den nordlige ende af Horsens, og som afvandes i Horsens Fjord. Store Hansted Å løber i en tunneldal og dannes ved sammenløb ef flere bække i området mellem Nim og Østbirk, nordvest for Horsens.
Cirka 2 km før udløbet, lige sydvest for Hanstedgård har Lille Hansted Å sit udløb fra nord; den kommer fra området omkring Gedved og videre østfra omkring Østbirk.
Vest herfor løber åen gennem Egebjerg Enge eller Egebjerg Kær, der var både det sidste dræningsprojekt i Danmark, der fik statsstøtte og efter 25 år det første projekt i Danmark, hvor man lavede naturgenopretning og genskabte de våde enge.
Det naturgenoprettede område er på knap 40 ha.

## Eksterne kilder og henvisninger
- Egebjerg Kær Arkiveret 19. september 2020 hos  Wayback Machine
- Folder fra Horsens Kommune Arkiveret 24. oktober 2018 hos  Wayback Machine

|  | Denne artikel om lokaliteten Store Hansted Å kan blive bedre, hvis der indsættes et (bedre) billede. Du kan hjælpe ved at afsøge Wikimedia Commons for et passende billede eller lægge et op på Wikimedia Commons med en af de tilladte licenser og indsætte det i artiklen. |

55°53′11.02″N 9°49′26.12″Ø / 55.8863944°N 9.8239222°Ø